# Endressia pyrenaica
Endressia pyrenaica là một loài thực vật có hoa trong họ Hoa tán. Loài này được (J.Gay ex DC.) J.Gay mô tả khoa học đầu tiên năm 1832.